# Ritratto di mio padre (Dalí 1925)
Ritratto di mio padre è un dipinto a olio su tela di 100 × 100 cm realizzato nel 1925 dal pittore spagnolo Salvador Dalí, conservato nel Museo nazionale d'arte della Catalogna di Barcellona.
L'uomo ritratto è Salvador Dalí y Cusí, padre del pittore, con il quale quest'ultimo ebbe sempre un rapporto complicato fatto di lunghi periodi di ostilità, anche a causa della relazione di Dalí con Gala, malvista, e per altri screzi familiari.
La durezza del carattere del padre del pittore si ritrovano nei tratti somatici ritratti, che esprimono una fiera durezza.